# Frauendreißiger
Der Frauendreißiger (auch: Dreißiger oder Marientage) bezeichnet die Zeit zwischen dem 13. oder 15. August und dem 13. oder 15. September mit den Festen Mariä Himmelfahrt am 15. August, Mariä Namen am 12. September und Gedächtnis der Schmerzen Mariens am 15. September. In einem römischen Ablassdokument vom 28. Oktober 2003 für den oberbayerischen Wallfahrtsort Buchenhüll in Eichstätt wird diese besondere Gnadenzeit der Verehrung Mariens datiert von der ersten Vesper des Hochfestes Mariä Himmelfahrt bis zum Untergang der Sonne am Gedächtnis der Schmerzen Mariens. Es ist somit ein Marienmonat in der Sommerzeit.
Sein Ursprung liegt vor allem auch in der konkreten Erfahrung, nach der diese Spanne als besonders günstige Zeit für das Sammeln von Kräutern bzw. Heilpflanzen (etwa Schlehdorn) gilt, denen dann ihre größte Heilkraft zugeschrieben wird. Der Brauch wurde in das Christentum übernommen. In einem katholischen Kräuterweihegebet heißt es:

„Gott, Du ließest durch Jesaja im Alten Bunde ankündigen: Aus dem Baumstumpf von Jesse, aus dem Baumstumpf Isais, des Vaters Davids, wächst ein Reis hervor, ein junger Trieb aus seinen Wurzeln bringt Frucht.
Wir singen in der Weihnachtszeit immer wieder neu: Es ist ein Ros entsprungen aus einer Wurzel zart, von Jesse, von Isai, dem Vater Davids, kam die Art. Das Röslein, davon Jesaja sagt, ist Maria, die Reine.
Dieses Röslein, diesen Reis aus Isais Stumpf, diesen Zweig Jesses, diese virgam Jesse, nämlich die allerseligste Jungfrau und Gottesgebärerin, die Mutter Deines Sohnes und unseres Herrn Jesus Christus, hast Du am heutigen Tag in den Himmel erhoben, damit Du uns Sterblichen auf ihre Bitten hin und unter ihrem Patronat die Frucht ihres Leibes, Deinen Sohn, vermittelst: wir bitten Dich demütig, daß wir kraft der Vollmacht dieses Deines Sohnes und unter dem glorreichen Patrozinium Seiner Mutter die Schutzwirkungen dieser Früchte der Erde für das irdische und ewige Heil zu nützen vermögen“

Insbesondere im bayerisch-tirolerischen Alpenraum ist der Frauendreißiger seither eine Periode ausgeprägter Marienverehrung. Die in Bayern mit dem Frauendreißiger verbundenen Sitten und Gebräuche sind anschaulich in dem Roman Die Rumplhanni (1916) von Lena Christ beschrieben.
Zu Ehren der Patrona Bavariae und anlässlich der mit dem Hochfest der leiblichen Aufnahme Mariens in den Himmel verbundenen Kräuterweihe finden zahlreiche Abendandachten und Wallfahrten statt. Die bekanntesten sind die Kirchfahrt der Almbauern nach Hinterriß und die Wallfahrt von München zur Marienkirche in Ramersdorf (Maria Ramersdorf). In der Bischofsstadt Eichstätt wird diese Zeit im Ortsteil Buchenhüll sowohl in der Marienwallfahrtskirche als auch an der Lourdesgrotte mit feierlichen Nachmittagsandachten begangen. Der Frauendreißigerschluss an der Lourdesgrotte findet jeweils an einem dem Gedenken der Schmerzen Mariens nahegelegenen Sonntag (im September) statt und wird auch alljährlich in den betreffenden Termin im offiziellen Kalendarium der Diözese Eichstätt eingetragen.